# 楊衒之
楊衒之（？—？），又作羊衒之、陽衒之，北平（今河北省滿城）人，北朝散文家。是《洛陽伽藍記》的主要編撰者。阳休之之弟。

## 生平
楊衒之生於北平，北魏孝莊帝永安年間（528年—530年）爲奉朝請。歷期城太守、撫軍府司馬。東魏孝靜帝武定五年（547年）楊衒之經過洛陽，感於多年戰亂之後洛陽之殘破，撰《洛陽伽藍記》五卷，歷敍佛寺興廢，寄託亡國悲慨；語言潔凈明快，描寫生動精致，「其文裱麗秀逸，煩而不厭，可與酈道元《水經注》肩隨」，亦列於「北朝三大散文」傑作。魏末爲秘書監，曾上書孝靜帝。然正史所載甚少。